# Herszl Kawe
Herszl Kawe, również Heniek Kawe, Hesiek Kawe lub Heniek Kawa, Hesiek Kawa (ur. 1913 w Warszawie, zm. 27 kwietnia 1943 tamże) – polski działacz konspiracji żydowskiej w trakcie II wojny światowej, uczestnik powstania w getcie warszawskim.

## Życiorys
Był synem fryzjera z warszawskiego Nowolipia. Ukończył szkołę handlową i pracował w sklepie drogeryjnym. Zaangażowany był także w działalność związku zawodowego sprzedawców i ruch lewicowy. W trakcie okupacji niemieckiej przebywał w getcie warszawskim. W trakcie powstania w getcie dowodził jedną z grup bojowych PPR na terenie szopów. Zginął 27 kwietnia, w wyniku odniesionych ran po tym jak Niemcy zalali wodą bunkier jego grupy na Lesznie 74.
Pośmiertnie postanowieniem o odznaczeniu z dnia 19 kwietnia 1948 r., za zasługi położone w walce zbrojnej z okupantem hitlerowskim został odznaczony Krzyżem Srebrnym Orderu Virtuti Militari.